# Ocotea caudatifolia
Ocotea caudatifolia är en lagerväxtart som beskrevs av André Joseph Guillaume Henri Kostermans. Ocotea caudatifolia ingår i släktet Ocotea och familjen lagerväxter. Inga underarter finns listade i Catalogue of Life.